# Estádio dos Arcos
Im Estádio dos Arcos empfängt der portugiesische Fußballverein Rio Ave FC seine Gegner zu den Spielen. Das Fußballstadion steht in der Stadt Vila do Conde im Distrikt Porto, Região Norte und wird hauptsächlich für Fußball genutzt. Am 13. Oktober 1984 wurde es eröffnet. Es besitzt 5.300 Plätze, die auf zwei Tribünen längs des Platzes verteilt sind. Hinter den Toren befinden sich grasbewachsene Erdwälle. Ein Teil der Haupttribüne ist überdacht, die Gegentribüne ist ohne Dach.